# 児童ポルノ流通防止協議会
児童ポルノ流通防止協議会（じどうぽるのりゅうつうぼうしきょうぎかい）は2009年6月2日に発足した協議会。警察庁の検討会・総合セキュリティ対策会議において提案されたインターネット上での児童ポルノの流通を防止するための対策について具体的な検討を行うために開催された。児童ポルノの流通防止対策に関係する事業者、児童ポルノの流通防止に取り組む民間団体、学識経験者等からなる。
事務局は、主に警察の外郭業務を受託している財団法人インターネット協会に置かれている。2010年12月20日に、2010年度中の児童ポルノのブロッキング実施に向けて「児童ポルノ掲載アドレスリスト作成管理団体」の選定と適正な運営の監督および、運営に関する詳細事項を審議するために発足した児童ポルノ流通防止対策専門委員会に構成員が移行する形となった。その後児童ポルノ掲載アドレスリスト作成管理団体である一般社団法人インターネットコンテンツセーフティ協会（Internet Content Safety Association、ICSA）が2011年3月3日に設立され、正式決定を経て2011年4月1日から賛同するISPにアドレスリストの提供を開始する。

## 会議の目的
2009年3月に提出された総合セキュリティ対策会議の報告書において、インターネット上での児童ポルノの流通を防止するための手法として下記のような方法が提案された。
- 取締りを強化するための警察における態勢を強化する
- インターネットカフェにおける利用者の本人確認の実施
- サイト（ウェブサイト）管理者等による削除
- ISP（インターネットサービスプロバイダ）によるブロッキング
- 検索エンジンにおける元データからの削除
- インターネット利用者によるフィルタリング（コンテンツフィルタリング）の活用などの手法
- 児童ポルノに係る情報をリスト化し、リスト上に掲載された児童ポルノに係る情報について検証等を行い、対策実施者へ提供する児童ポルノ掲載アドレスリスト作成管理団体を設置する

会議はこれらを総合してより効果の高い手段を講じ、かつ対策実施者へリストを提出する管理団体から情報を提供して全体の統制をとる体制を作り上げるための協議の場として開かれた。リスト化に関わる組織や掲載する基準などをまとめ、目安としては2010年までに児童ポルノ掲載アドレスリスト作成管理団体を立ち上げる予定。また、日本でのISPによるブロッキングの実現に向けて具体的な検討を進めるために、その技術的・法的な課題を整理していく方針である。

## 児童ポルノ掲載アドレスリスト作成管理団体
児童ポルノ掲載アドレスリストを適正に管理するため、2010年1月15日付けで下記の内容のガイドライン案が公表された。
- 児童ポルノ流通防止協議会が選任した専門委員により専門委員会を組織する。
- 専門委員会がリスト作成管理団体を選定し、報告の受領と少なくとも年一度の審議を行う。
- リスト作成管理団体は、警察庁及びインターネット・ホットラインセンター（警察庁の業務請負団体）から情報提供を受け、該当性の判断を行う。
- リスト作成管理団体は、アドレスリストの定期的な確認と管理を行う。
- アドレスリストは、国内のISP、検索エンジン事業者、フィルタリング事業者だけでなく専門委員会が特に必要と認めたものに対して提供できる。
- リスト作成管理団体は、規定や措置等について警察庁やインターネット・ホットラインセンターから調査を求められた場合、協力義務が課せられる。
- リスト作成管理団体において中立性、公平性を損ねないよう配慮する。（専門委員会の中立性、公平性の配慮規定は特に設けられていない）

## 構成員及びオブザーバ
- 猪俣清人	　 デジタルアーツ（株）　経営企画部部長
- 楠正憲	　　　マイクロソフト（株）　法務・政策企画統括本部技術標準部部長
- 桑子博行	　 （社）テレコムサービス協会　サービス倫理委員会　委員長
- 国分明男	　 （財）インターネット協会　副理事長
- 後藤啓二	　 ECPAT/ストップ子ども買春の会顧問・元内閣官房内閣参事官
- 坂元章	　　　お茶の水女子大学　教授
- 島本学	　　　NTTレゾナント（株）　企画部法務考査部門長
- 白石敏彦	　 KDDI（株）　渉外・広報本部渉外部課長
- 高橋大洋	　 ネットスター（株）　コーポレートコミュニケーション部部長
- ○苗村憲司 駒澤大学　教授
- 中井裕真	　 （財）日本ユニセフ協会　広報室室長
- ◎野口京子 文化女子大学　教授
- 野口尚志	　（社）日本インターネットプロバイダー協会　理事・行政法律部会副部会長
- 藤田一夫	　 グーグル（株）　ポリシーカウンセル
- 別所直哉	　 ヤフー（株）　ＣＣＯ（最高コンプライアンス責任者）兼法務本部長
- 丸橋透	　　　ニフティ（株）　コーポレート本部副本部長兼法務部長
- 宮本潤子	　 ECPAT/ストップ子ども買春の会　共同代表
- 森亮二	　　　弁護士
- 吉川誠司	　 WEB110　代表

（◎会長、○会長代理）(敬称略　50音順)

## オブザーバー
- 内閣官房情報通信技術(IT)担当室
- 警察庁
- 総務省
- 経済産業省